# Arte inmersivo
El arte inmersivo, tal y cómo indica su nombre, permite la sumersión  del espectador en la obra de arte. De este modo, el espectador no solo mira la obra, sino que pasa a formar parte de esta y a usar otros sentidos que no solo la vista. El sonido, la luz, las imágenes, los colores...todo forma un nuevo conjunto que permite una experiencia vital del arte. Las obras son a menudo proyectadas en instalaciones que incorporan grandes pantallas y suelos reflectantes donde el artista trabaja con la simulación del espacio creado digitalmente y el espacio físico. Puede ser que use la realidad virtual para eliminar el espacio físico o puede ser que use otras técnicas con las que aprovecha el espacio real para generar la inmersión. Se mira la obra mientras suena la música, mientras las pinceladas cobran vida expandiéndose del techo a la tierra o incluso mientras las paredes captan el movimiento del espectador, haciendo un arte más interactivo. El artista piensa la obra teniendo en cuenta que su narrativa no estará completa hasta que el espectador no penetre en ella.  Lo más importante de este tipo de arte es que son obras únicas puesto que nunca se repiten porque es el espectador quien da sentido a la obra. 
Es importante no confundir el arte inmersivo con el interactivo. El arte interactivo está pensado para que sea el espectador quién, al moverse ante la pantalla, esta detecte el movimiento y se creen los colores y las luces. El arte inmersivo no necesariamente tiene que ser interactivo. Puede ser que el espectador se pasee por la inmensidad de la obra proyectada en las paredes del espacio pero sin modificar su estado. Por lo tanto, el arte inmersivo puede ser o no interactivo y a la inversa.

## Historia

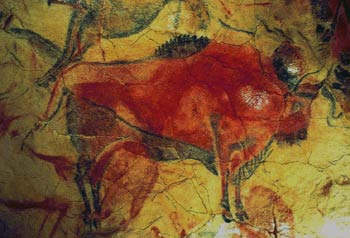
Pintura rupestre

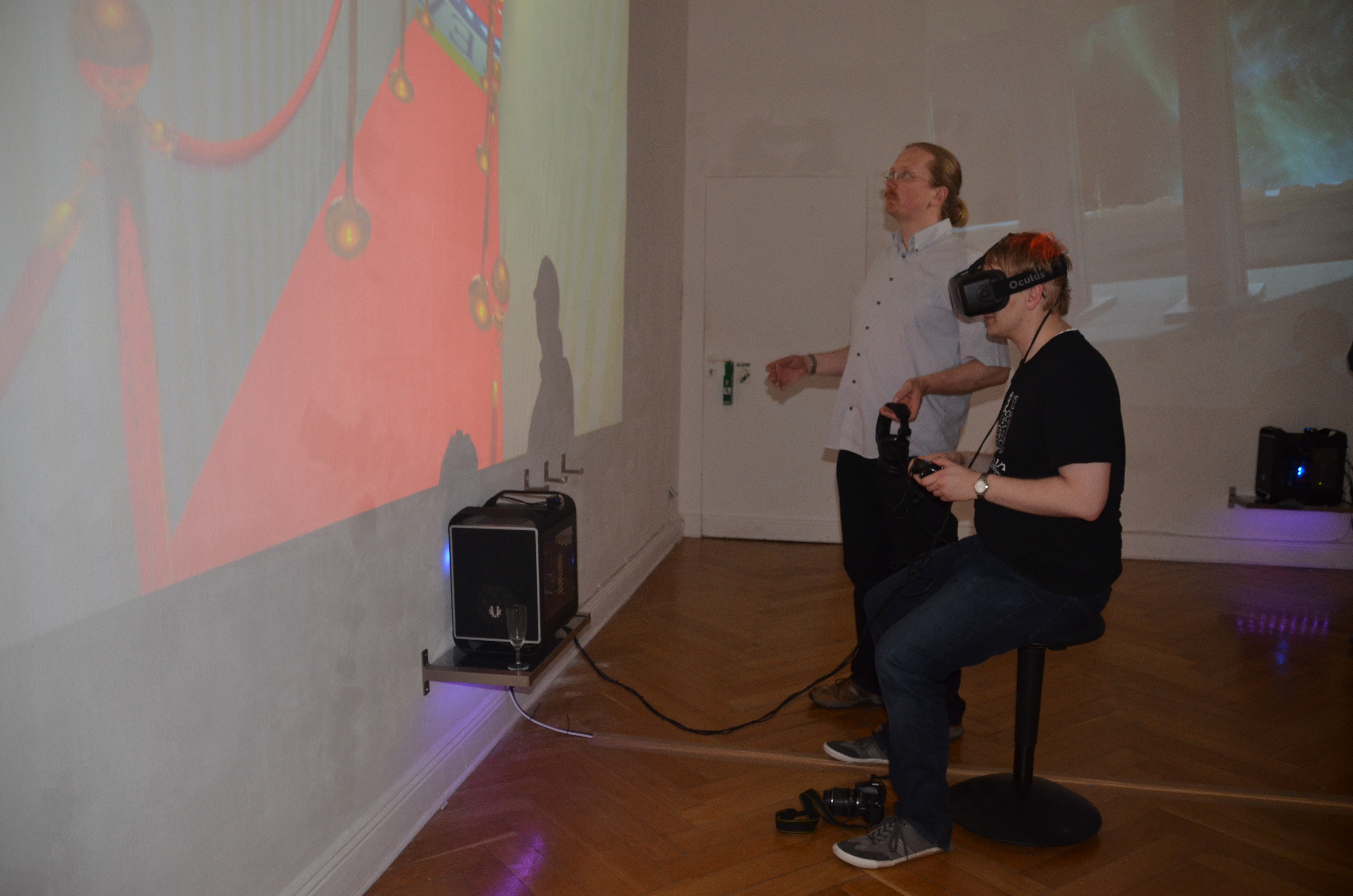
Realidad virtual

Tal y cómo indican los investigadores Iégor Reznikoff, Michel Dauvois o Leigh Dayton, el ser humano durante el paleolítico ya tenía en cuenta el espacio y el sonido a la hora de hacer las pinturas rupestres. "Las calidades sonoras de cuevas prehistóricas que podrían haber aprendido y utilizado los que las decoraron durante el Paleolítico Superior. [...] El estudio ha tenido en consideración la conexión entre, por un lado, el lugar escogido para las pinturas rupestres y, de la otra, la acústica de las cuevas, y particularmente los puntos con mayor resonancia ". Primero se observó que "la mayor parte de las pinturas se sitúan en los lugares más resonantes, o en su inmediata proximidad". En segundo lugar, "en la mayoría de los lugares idóneos para las resonancias aparecen pinturas". Finalmente, "ciertos signos solo resultan explicables en relación con el sonido".
El arte está en constante evolución, explora nuevas alternativas de expresión y el arte inmersivo será el nuevo lenguaje del arte contemporáneo que permitirá establecer un puente emocional y sensorial entre el espectador y el artista.
Hasta el momento, cuando el espectador miraba una obra, la veía en la lejanía, enmarcada y colgada en una pared. A través de la inmersión, la realidad que rodea el artista deja de existir porque todo el que lo rodea pasa a ser la propia obra. Estas obras ya no solo se miran, sino que al ir acompañadas de sonido, luces y colores pasan a apreciarse con todos los sentidos.  
Gracias a la era digital este tipo de arte es posible puesto que es el resultado de mezclar las tecnologías más avances y el arte. No sería posible sin la digitalización de las obras, la realidad virtual (VR), las técnicas de realidad mixta con proyecciones o la realidad aumentada (AR).  
Para que este arte aparezca, hay que tener en cuentas las otras disciplinas artísticas de las que bebe, como el happening o la performance. Ambas propician el encuentro interactivo entre el público y la obra, pero el nuevo concepto de que hablamos incluye un componente didáctico puesto que está pensado para acercar el significado de la obra al espectador.
Se podría decir, que la primera obra inmersiva apareció en 2016.

## Impacto
El ser humano es social por naturaleza, siempre le ha gustado formar parte de un grupo, de una familia o entidad. Le interesa encontrar respuestas de lo desconocido y, precisamente este arte, permitirá la integración humana en una obra de arte, que además, al formar parte de ella entenderá a la perfección. 
La música que acompaña las obras, así como los colores y las luces, cambian según los gestos del espectador. Esta sensación de poder, euforia y control gustará al público, cada vez más necesidad de experiencias inmersivas y/o interactivas. 

## Ejemplos de experiencias inmersivas
Gracias a instituciones como Atélier des Lumières de París, el SAT de Montreal, el TeamLab de Tòkio y el Artechouse de Washington, el arte entra en una nueva dimensión donde las obras pueden ser habitadas. Cada vez hay más museos no destinados al arte que están pensantes de manera inmersiva y/o interactiva. Un ejemplo puede ser el Cosmocaixa o el acuario de Barcelona. 

#### Resonant space

La noche estrellada de Van Gogh

Instalación audiovisual e interactiva de Ben Lauber y Marcus Doering. Consiste creación de paredes psicodélicas que al percibir el movimiento del espectador cambian tanto las formas como los colores y la música. Por lo tanto, es el espectador quien crea la propia obra. 
Serge Salta, el artista que crea un microcosmo haciendo uso de estructuras, espejos y una iluminación muy estudiada. Dependiendo del movimiento del espectador la obra y la luz cambiarán percibiendo diferentes formas. De este modo, al usar el espacio físico para crear otra realidad, Salta, romperá la relación entre el espacio, el tiempo y el mundo físico.  (enlace roto disponible en Internet Archive; véase el historial, la primera versión y la última).

### Experiencias inmersivas de los artistas Gustav Klimt, Van Gogh y Monet.
No solo se apostará para crear obras inmersivas nuevas, sino que también se aprovecharán obras de artistas ya existentes para crear una nueva atmósfera. Será el caso de las pinturas de Klimt, Van Gogh y Monet. 
El Atelier des Lumières, es el primer centro de arte digital de París. Permite este tipo de arte gracias a muros de 10 metros de altura, un espacio de 3300 metros cuadrados, 120 proyectores y un sistema de sonido sofisticado  que permiten que el espectador circule por las obras que se proyectan. En este caso, son proyectadas las obras emblemáticas del artista Gustav Klimt.  
La exposición multimedia más visitada en todo el mundo conocida con el nombre "The Experience" instaló el "Círculo de Bellas artes". La exposición creada mediante tecnología SENSORY4TM, y compuesta por  3.000 imágenes gigantes con las obras de Van Gogh, también las sincroniza con música clásica. Las obras como la Noche estrellada o Los girasoles, son proyectadas en pantallas enormes, paredes, columnas, techos e incluso en el tierra.  

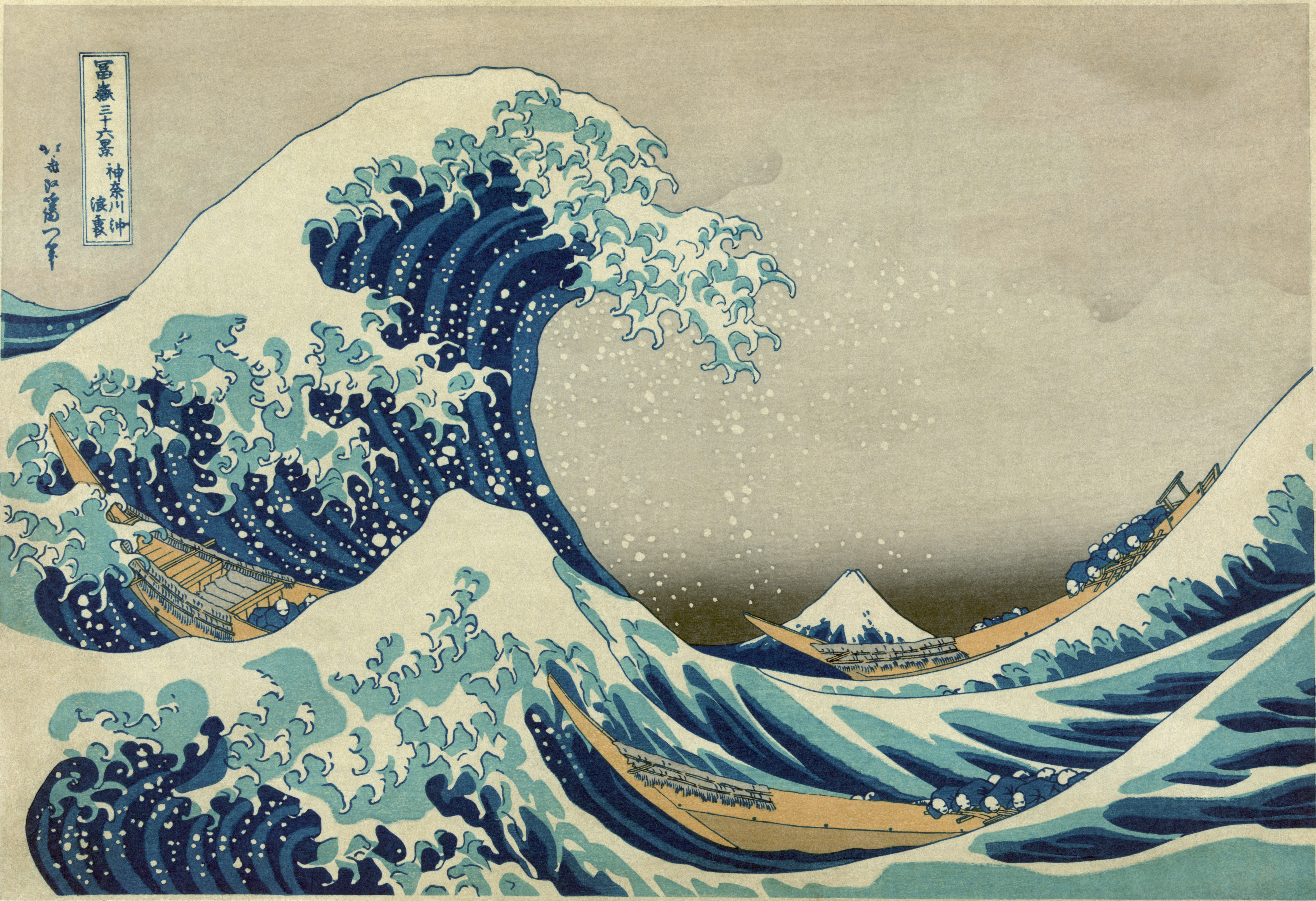
La gran oleada de Kanawaga

El mismo pasa con las obras de Monet, las cuales a través del "Centro de Arte Digitales", se proyectarán las obras impresionistas del artista para conocer los periodos más importantes de su vida cómo: su niñez a Le Havre, la adolescencia en París y sus viajes.  habrá incluso pequeños taburetes en los que el espectador se puede sentar en medio de la sala para contemplar todo el espacio que lo rodea puesto que la obra se encuentra en cada una de las partes del espacio.  

### Fundación Telefónica, Black Waves. Lost, Immersed and Reborn (2016)
Black Waves. Lost, Immersed and Reborn (2016) incorpora más de 30 proyecciones, suelos reflectantes y sonido ambiental. Es una obra inspirada en la tradición artística japonesa puesto que las oleadas de la obra recuerdan a "La gran oleada de Kanagawa" pintada por Katsushika Hokusai al 1830 . Un espacio 3-D generado por ordenador, expresa el movimiento de una gran oleada proyectada en toda la instalación. En este caso la realidad virtual se  apropia del  espacio físico.

#### Intangibles
Es el segundo espectáculo digital organizado por "Espacio Fundación Telefónica" y se centra en las grandes obras de Pablo Picasso, Roberto Matta, Paul Delvaux, Eduardo Chillida o Antoni Tàpies. 
No incorpora piezas físicas sino que se utilizarán diferentes tecnologías como la fotogrametría, arte generativo, impresión 3D, kinect, mapping y realidad virtual para reproducir los cuadros.